# Asplenium carnarvonense
Asplenium carnarvonense là một loài dương xỉ trong họ Aspleniaceae. Loài này được Brownsey mô tả khoa học đầu tiên năm 1998.
Danh pháp khoa học của loài này chưa được làm sáng tỏ. 